# Timber Lakes
Timber Lakes – jednostka osadnicza w Stanach Zjednoczonych, w stanie Utah, w hrabstwie Wasatch.